# Peronosporea
Classe
Les Peronosporea sont une classe de champignons de la division des Oomycota.

## Synonymes
Selon The Taxonomicon (3 décembre 2023) :
- Peronosporomycetes M.W.Dick, 2001
- Oomycetes G.Winter, 1880

## Liste des ordres, familles et genres non-classés
Selon GBIF (3 décembre 2023) :
- Albuginales
- Anisolpidiales
- Haptoglossales
- Lagenismatales
- Leptomitales
- Olpidiopsidales
- Peronosporales
- Pontismatales
- Rhipidiales
- Rozellopsidales
- Saprolegniales
- ordre incertae sedis
  - famille des Eurychasmataceae
  - famille des Miraculaceae
  - famille incertae sedis
    - genre Ostracoblabe

Selon le World Register of Marine Species (3 décembre 2023) :
sous-classe des Albuginidae
- Albuginales

sous-classe des Peronosporidae
- Peronosporales
- Rhipidiales

sous-classe des Saprolegniidae
- Leptomitales
- Pythiales
- Salilagenidiales
- Saprolegniales

sous-classe incertae sedis
- Lagenismatales
- Myzocytiopsidales
- Olpidiopsidales

Selon The Taxonomicon (3 décembre 2023) :
sous-classe des Eogamia Caval.-Sm., 2013
- Haptoglossales M.W.Dick, 2001
- Rozellopsidales M.W.Dick, 2001
- Anisolpidiales M.W.Dick, 2001
- Lagenismatales M.W.Dick, 2001
- Olpidiopsidales

sous-classe des Saprolegniidae
- genre Atkinsiella Vishniac, 1958
- Albuginales
- Leptomitales Kanouse, 1927
- Salilagenidiales M.W.Dick, 2001
- Saprolegniales

sous-classe des Peronosporidae
- Rhipidiales
- Pythiales
- Peronosporales

sous-classe et ordre incertae sedis
- genre †Galtierella M. Krings, T.N. Taylor, Dotzler & Decombeix, 2009
- genre Ostracoblabe Bornet & Flahault, 1891
- genre Halioticida Muraosa & Hatai, 2009
- genre Haliphthoros Vishniac, 1958
- genre Halodaphnea M.W. Dick, 1998
- famille des †Combresomycetaceae
- famille des Eurychasmataceae H.E. Petersen, 1905